# نتسیم

## نتسیم(شبیه ساز شبکهNetSim )
از ویکی‌پدیا، دانشنامهٔ آزاد

شبیه ساز NetSim یک ابزار شبیه ساز شبکه پر طرف دار و محبوب می‌باشد  که در تحقیقات و آزمایش‌های آزمایشگاه شبکه استفاده می‌شود. تکنو لوژی‌های مختلفی مثل شبکه بی سیم حسگر ، شبکه محلی بی سیم ، وایمکس ، قرارداد هدایت انتقال (TCP)، پروتکل اینترنت( IP ) و ... در این شبیه ساز پوشش داده شده‌اند.

## تاریخچه
شبیه ساز شبکه نتسیم یک شبیه ساز رویداد تصادفی گسسته می‌باشد  که اولین نسخه آن در ژوئن 2002 توسط Tetcos در موسسه علوم هند طراحی شد.
در حال حاضر نتسیم در شبکه‌های کامپیوتر و اینترنت درخشیده است. و توسط دکتر Douglas Comer در Prentice Hall منتشر شده‌است.

## کتابخانه های نمونه در نتسیم
- Aloha و Aloha زمان بندی شده
- توکن رینگ، توکن باس
- دستانه حسگرهای حامل با تشخیص برخورد در اترنت (CSMA/CD)، اترنت سریع و اترنت گیگابیت
- W LAN - IEEE 802.11 a/b/g [۳]
- RIPX.25|X.25]]
- رله فریم
- قرارداد هدایت انتقال ( TCP )/ قرارداد داده‌نگار کاربر ( UDP )
- پروتکل اینترنت نسخه 4 ( IPV4 ) و پروتکل اینترنت نسخه 6 ( IPV6 )
- پروتکل‌های مسیریابی RIP ،OSPF ،BGP
- تعویض برچسب چندپروتکلی (MPLS)
- وایمکس
- شبکه ad hoc متحرک (MANET)
- جی اس ام
- دسترسی چندگانه تقسیم کدی (CDMA)
- شبکه بی سیم حسگر
- Zigbee

## معیارهای کارایی
نتسیم معیارهای کارایی شبکه را برای سطوح انتزاعی مختلف در شبکه مثل : شبکه ، زیر شبکه ، گره و ردیابی دقیق وجزئی بسته فراهم می‌کند.

## توسعه کد سفارشی
نت سیم دارای یک محیط توسعه داخلی است که به عنوان یک واسط بین کد کاربر و کتابخانه‌های پروتکل NetSim و هسته شبیه سازمی باشد.
کتابخانه‌های پروتکل به صورت کد زبان برنامه‌نویسی c برای تغییر و اصلاح توسط کاربر در دسترس هستند. رفع خطا کد در حین زمان شبیه سازی یکی از خصوصیت‌های پیشرفته این شبیه ساز می‌باشد . برای مثال بعد از شروع یک شبیه سازی کاربر می‌تواند نقاط خاصی را که به عنوان Break Point مشخص شده به صورت گام به گام اجرا کند. این موضوع می‌تواند در سطوح مختلف بسته به مکانی که کد کاربر اشاره می‌کند انجام شود؛ مثلاً بر حسب بسته‌های وارد شده.

## مدل سازی و سرویس های شبیه سازی
سرویس‌های شبیه سازی و مدل سازی شبیه ساز NetSim در تکنولوژی‌های مختلف شبکه و پروتکل‌های ANET، Wi-Fi، Wi-Max، IP، MPLS، WSN، QoS، VoIP و... استفاده شده‌است . این موضوع می‌تواند به روند استفاده از برنامه‌نویسی ، سفارشی کردن ،پیکربندی تجاری شبیه سازی، برای رسیدن نیازهای مخصوص مشتری کمک کند.

## مشتری ها
بیش از 250 دانشگاه در سرتاسر جهان مثل IIT Kharagpur ، BITS Pilani، NIT Surat، Anna University، India، Aleppo University، Syria، INTI، Malaysia، Barry University، USA، Szczecin University، Poland، و..... از شبیه ساز NetSim استفاده می‌کنند.